# Gift From SG Wanna Be
《Gift From SG Wanna Be》는 SG워너비의 6집 앨범이다. 2009년 4월 23일에 발매되었다.

## 뮤직비디오
뮤직비디오는 타이틀 곡 사랑해와 후속곡 내사랑 울보를 한번에 담은 형식으로 제작되어 있다. 그 전까지는 장편의 스토리 형식으로 2곡을 들을 수 있었지만 이번에는 단편 스토리 형식을 취하면서 한 편의 뮤직비디오로 2곡의 대표곡을 들을 수 있게 만들어져 있다. 이번 뮤직비디오에서는 선덕여왕에서 진평왕 아역을 맡은 백종민과 티아라의 지연이 열연을 펼쳤다.

## 대표곡

### 사랑해
SG 워너비 6집의 타이틀 곡이다. 사이먼 앤 가펑클(Simon & Garfunkel)을 닮고 싶었던 초심으로 돌아간 앨범컨셉으로 가장 sg워너비라는 이름에 걸맞은 곡이다. 그룹 '유리상자'의 박승화 가 코러스에 참여하였다.

### 내 사랑 울보
SG 워너비 6집의 후속곡이다. 특이하게 '사랑해'의 활동이 끝난 다음이 아닌, '사랑해' 활동 시기에 문화방송 쇼! 음악중심에서만 활동하고 있다. J-팝과 록적인 느낌이 강한 SG워너비스러운 곡이다.

## 트랙리스트
1. 사랑해 (feat. 유리상자 박승화)
2. 주르륵
3. 내사랑 울보
4. 용의 눈물
5. 그 사람이 부러워 (feat. MJ)
6. 내사랑 내곁에
7. ...좋겠다
8. 사랑의 유효기간은 없어
9. 거꾸로 가는 사랑
10. 겁쟁이
11. 거짓말마